# CMC International
CMC International — американський лейбл звукозапису, заснований на початку 1990-х років.
Компанія CMC International була заснована Томом Ліпскі. Він був шанувальником класичної рок-музики та хотів підтримати рок-гурти, які стали менш популярними під час панування гранджу. Серед виконавців, чиї альбоми видавалися на лейблі — Deep Purple, Styx, Lynyrd Skynyrd, Пол Роджерс та інші. 1996 року почалося партнерство CMC та BMG.
2000 року CMC Records та інший лейбл Castle Music стали частиною компанії Sanctuary Records, підсиливши підрозділ організації, що відповідав за класичний рок та важкий метал. Попри глобальний статус лейблу та штаб-квартиру в Великій Британії, засновник CMC Том Ліпскі очолив північноамериканський підрозділ Sanctuary.
2007 року Universal Music придбали Sanctuary Group за 205 млн доларів. Після цього Ліпскі перейшов до Roudrunner Records, започаткувавши підрозділ Loud & Proud.